# Fabio Firmani
Fabio Firmani (Roma, 26 de mayo de 1978) es un exfutbolista italiano.

## Trayectoria
Comenzó su carrera en Roma con el Atlético Roma en la temporada 1995-96, pasando después al Vicenza Calcio. Hizo 70 apariciones para el club y también anotó en los cuartos de final de la Recopa de Europa del año 1997-98 contra el Roda JC.
También jugó cedido en el Reggina Calcio, en el Bolonia y en el Società Sportiva Calcio Venezia (2002-03 en la Serie B) además de jugar en la temporada 2001-02 en el Associazione Calcio Chievo Verona. Después se quedó en libertad y jugó para el Catania Calcio desde la temporada 2003 hasta la 2005. Ese año firmó con la Società Sportiva Lazio y hasta el año 2009 jugó 25 partidos en los que anotó 3 goles antes de irse cedido al Al Wasl FC. En 2005 sufrió una grave lesión, en noviembre y se perdió el resto de la temporada.
El 25 de noviembre de 2007, anotó su primer gol con la Lazio contra el Parma FC en el Estadio Olímpico de Roma que terminó 1 a 0. Tras la muerte de su amigo Gabriele Sandri, que fue baleado por un policía, celebró un gol con ventiladores en la curva norte. En febrero de 2009, pidió al club la cesión para jugar en el Al Wasl FC de Dubái. Luego de la cesión regresó a la Società Sportiva Lazio, pero al no ser tenido en cuenta por el entrenador ficha libre por el Shaanxi Zhongjian Chanba para finalizar su carrera a la edad de 33 años.

## Palmarés

### Campeonatos nacionales
| Título              | Club                   | País   | Año  |
| ------------------- | ---------------------- | ------ | ---- |
| Copa de Italia      | Vicenza Calcio         | Italia | 1997 |
| Copa de Italia      | Società Sportiva Lazio | Italia | 2009 |
| Supercopa de Italia | Società Sportiva Lazio | Italia | 2009 |

### Copas internacionales
| Título          | Club                          | País   | Año  |
| --------------- | ----------------------------- | ------ | ---- |
| Eurocopa Sub-21 | Selección de fútbol de Italia | Italia | 2000 |

- Datos: Q441352